# تپه قلعه جوق وار
تپه قلعه جوق وار مربوط به هزاره ۱- دوره ساسانیان است و در شهرستان خوی، بخش مرکزی، روستای وار واقع شده و این اثر در تاریخ ۱۷ اسفند ۱۳۸۱ با شمارهٔ ثبت ۷۸۲۵ به‌عنوان یکی از آثار ملی ایران به ثبت رسیده است.